# Psilogramma serrata
Psilogramma serrata är en fjärilsart som beskrevs av Jules Leon Austaut 1912. Psilogramma serrata ingår i släktet Psilogramma och familjen svärmare. Inga underarter finns listade.